# Drepanostachyum intermedium
Drepanostachyum intermedium är en gräsart som först beskrevs av William Munro, och fick sitt nu gällande namn av Keng f. Drepanostachyum intermedium ingår i släktet Drepanostachyum och familjen gräs. Inga underarter finns listade i Catalogue of Life.